# Rasmus Helveg Petersen
Rasmus Helveg Petersen (født 17. juni 1968 i København) er en dansk politiker og tidligere minister. Han blev valgt til Folketinget for Radikale Venstre ved valget i 2011 og blev i november 2013 udviklingsminister. I februar 2014 blev han i stedet klima-, energi- og bygningsminister – en post han bestred indtil folketingsvalget i 2015, hvor han ikke blev genvalgt.
Ved valget i 2019 blev han igen valgt ind og blev medlem af Folketingets Præsidium, formand for Klima- og Energi-, og Forsyningsudvalget, og partiets energi-, forsynings-, klima- og transportordfører. Ved Folketingsvalget 2022 opnåede Helveg Petersen ikke genvalg.

## Baggrund
Rasmus Helveg Petersen er søn af tidligere minister Niels Helveg Petersen og Hanne Aarup og bror til Morten Helveg Petersen, medlem af Europa-Parlamentet for Radikale Venstre.
Rasmus Helveg Petersen er uddannet journalist fra Danmarks Journalisthøjskole i 1993 og fik derefter arbejde i Folketingets EU-oplysning. Han har siden været ansat som politisk reporter på Skive Folkeblad og Holbæk Amts Venstreblad (1995-1996), Dagbladet Information (1996-1998) og Jyllands-Posten (1998-1999).
Efter sin journalistiske karriere arbejdede Rasmus Helveg Petersen i Folkekirkens Nødhjælp som strategisk rådgiver (1999-2006). Siden som kommunikationschef i Gigtforeningen (2007-2009), kommunikations- og fundraisingchef i WWF Verdensnaturfonden (2009-2011).

## Politisk karriere
I september 2011 blev Rasmus Helveg Petersen valgt til Folketinget for Radikale Venstre i Sjællands Storkreds. Han var udenrigsordfører og klimaordfører for partiet, indtil han i november 2013 blev udpeget til at afløse Christian Friis Bach som udviklingsminister.
Han blev i februar 2014 udpeget til at erstatte Martin Lidegaard som ny Klima- Energi- og Bygningsminister og var minister indtil folketingsvalget i 2015, hvor han ikke blev genvalgt.
Efterfølgende blev han i 2016 ansat som direktør i Dansk Institut for Partier og Demokrati.
I 2018 blev han opstillet som folketingskandidat for Radikale Venstre i Odense-kredsen og i Svendborg-Langeland-kredsen i Fyns Storkreds. Efter De Radikales vælgerlussing ved valget i 2022, opnåede han ikke genvalg til Folketinget.
Rasmus Helveg forsøgte i 2023 at blive spidskandidat til Europa-Parlamentsvalget 2024 i Danmark, men blev slået af Sigrid Friis, tidligere landsformand i Radikal Ungdom. 